# Rijksexecutie
Een rijksexecutie (Duits: Reichsexekution) in het Heilige Roomse Rijk was een middel om besluiten van de Rijksdag of de keizer met militair geweld kracht bij te zetten. Omdat de keizer vanwege de machtsverhoudingen in het Rijk niet zelf tot de uitvoering van een rijksexecutie kon overgaan, gaf hij de opdracht daartoe aan een of meerdere rijksvorsten. Hiervoor had deze vorst dan de beschikking over (een deel van) het rijksleger.
Voorbeelden van rijksexecuties waren de herovering van Münster op de wederdopers in 1535 en de afzetting van hertog Karel Leopold van Mecklenburg-Schwerin in 1719.